# Senza di te (Mameli e Sierra)
Senza di te è un singolo del cantautore italiano Mameli e del gruppo musicale italiano Sierra, pubblicato il 19 giugno 2020.

## Descrizione
Il brano, scritto dallo stesso cantautore con Giacomo Ciavoni, in arte Medium, e Massimo Gaetano, in arte Sila Bower (entrambi membri del gruppo musicale Sierra) è prodotto dallo stesso Mameli.

## Tracce
Testi e musiche di Mario Castiglione, Giacomo Ciavoni e Massimo Gaetano.
1. Senza di te – 3:11